# Châtelus (Loire)
Châtelus ist eine französische Gemeinde mit 135 Einwohnern (Stand: 1. Januar 2022) im Département Loire in der Region Auvergne-Rhône-Alpes (vor 2016 Rhône-Alpes). Sie gehört zum Arrondissement Montbrison und zum Kanton Feurs.

## Geografie
Die Gemeinde Châtelus liegt am Südwestrand der Monts du Lyonnais an der Grenze zum Département Rhône, etwa 18 Kilometer nordnordöstlich von Saint-Étienne und 39 Kilometer westsüdwestlich von Lyon in der historischen Provinz Forez. Umgeben wird Châtelus von den Nachbargemeinden Coise im Norden, Larajasse im Nordosten und Norden, Marcenod im Südosten, Grammond im Süden und Südwesten sowie Saint-Denis-sur-Coise im Westen und Nordwesten.

## Bevölkerungsentwicklung
| Jahr                       | 1962 | 1968 | 1975 | 1982 | 1990 | 1999 | 2006 | 2014 | 2022 |
| -------------------------- | ---- | ---- | ---- | ---- | ---- | ---- | ---- | ---- | ---- |
| Einwohner                  | 164  | 134  | 106  | 117  | 106  | 108  | 117  | 129  | 135  |
| Quellen: Cassini und INSEE |      |      |      |      |      |      |      |      |      |

## Sehenswürdigkeiten

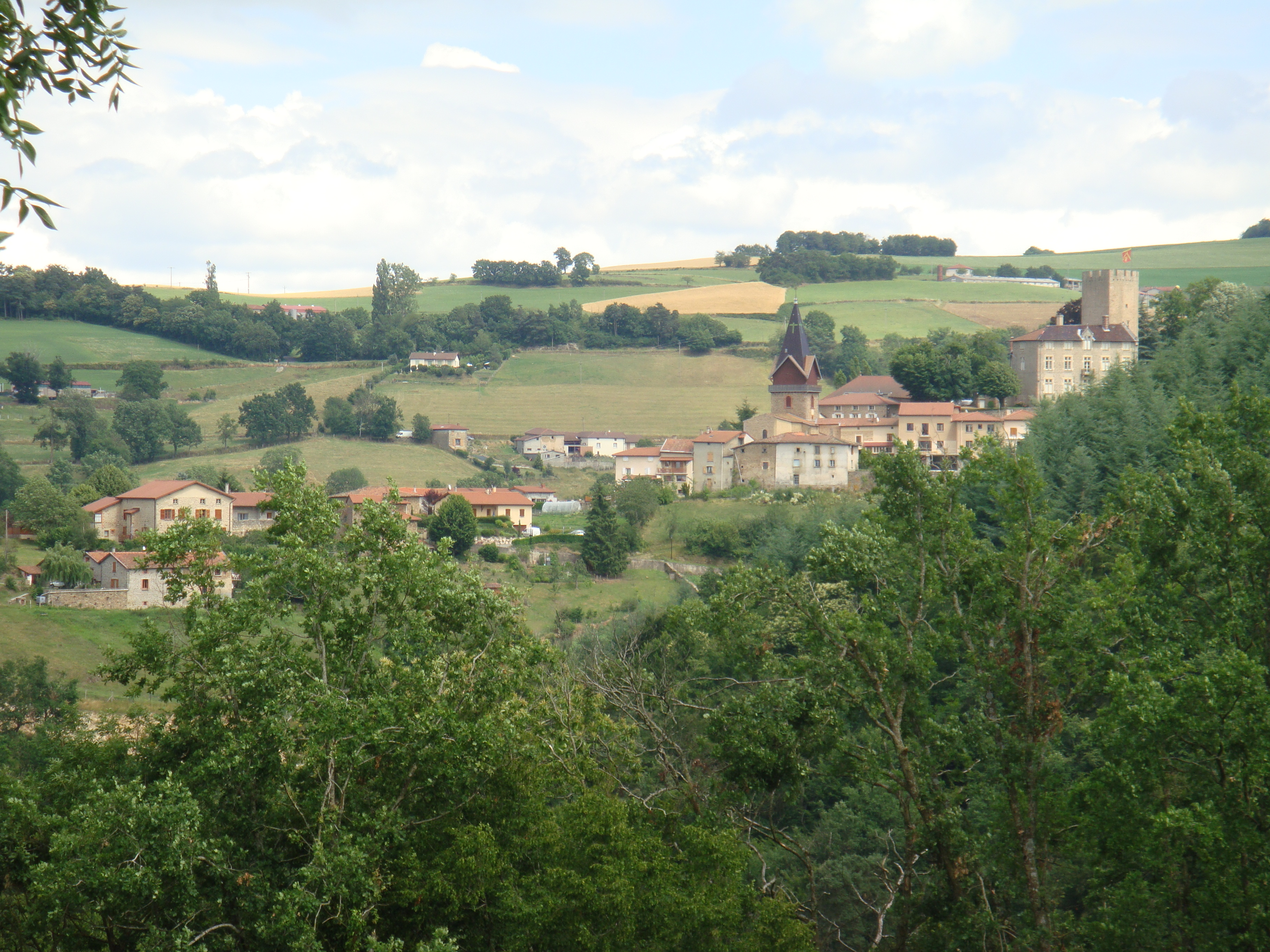
Blick auf Châtelus

- Kirche Saint-Julien
- Schloss